# Ctenardisia purpusii
Ctenardisia purpusii är en viveväxtart som först beskrevs av T.S. Brandegee, och fick sitt nu gällande namn av C.L. Lundell. Ctenardisia purpusii ingår i släktet Ctenardisia, och familjen viveväxter. Inga underarter finns listade i Catalogue of Life.